# 金秀智
金秀智（韩语： Gim Suji，1987年6月20日—），韩国女子排球运动员，2013年亚洲女子排球锦标赛铜牌得主、2015年亚洲女子排球锦标赛银牌得主、2017年亚洲女子排球锦标赛铜牌得主、2018年亚洲运动会女子排球铜牌得主、2019年亚洲女子排球锦标赛铜牌得主。